# Lucky Luyk

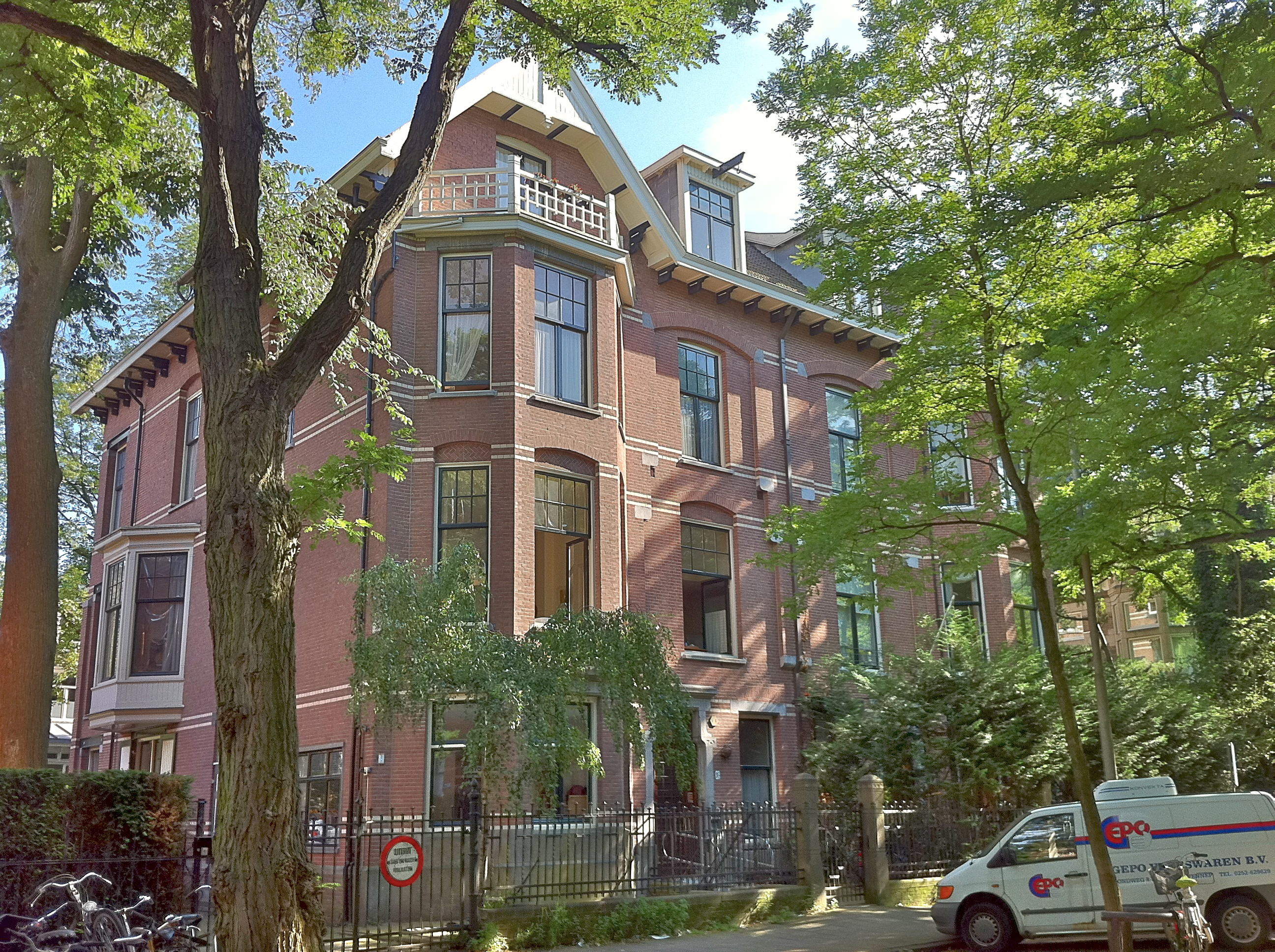
Lucky Luyk aan de Jan Luijkenstraat 3

De Lucky Luyk of Lucky Luijk was de naam van een kraakpand aan de Jan Luijkenstraat 3 in het Museumkwartier in Amsterdam. Het is een jugendstilpand en Rijksmonument dat in 1908-1909 gebouwd is naar een ontwerp van de architecten J.P.F. van Rossem en W.J. Vuyk, bekend als architecten van het Koninklijk Theater Carré. Het pand is bekend geworden door de Amsterdamse krakersrellen in 1982.

## Kraakpand
Van 1926 tot 1977 was het pand in gebruik als kantoor van Hitma (Handel Industrie Transport Maatschappij Amsterdam). Het pand werd in 1977 gekocht als woonhuis door Mr. Dingemans Arend Slis, echtgenoot van Marie Josée (Jos) Slis-Stroom, een Amsterdamse notaris die door een fraude- en zwendelzaak nationale bekendheid kreeg. Bij het pensioenfonds Grafische Bedrijven had Slis een hypotheek afgesloten van 750.000 gulden. De Bank Mees & Hope verstrekte nog eens een lening van vier miljoen gulden met de woning als onderpand. Toen zij privé in 1979 in financiële en jusititiële problemen kwamen, kon de rente en aflossing niet meer worden betaald. Het huis kwam leeg te staan en het pensioenfonds wilde het laten veilen. Het verlaten pand werd op 4 april 1981 gekraakt. Nadat het pand op 22 juni 1981 was gekocht door Chidda Vastgoed BV van Bertus Lüske op de executieveiling voor 277.800 gulden, liet Lüske het op 12 oktober 1981 ontruimen. Dat eigenmachtige optreden kwam voor rekening van een knokploeg van 20 man onder leiding van sportschoolhouder Jan Plas, een van de grondleggers van het kickboksen in Nederland. Op 20 oktober 1981 heroverden bewapende krakers het pand met minstens zoveel intimidatie en dreiging van geweld. Een rechterlijke uitspraak moest bepalen of de burgemeester wel of niet opdracht moest geven aan de politie om het pand te ontruimen en het in gebruik te laten nemen door de eigenaar die het recht in eigen hand had genomen. Een lange juridische procedure volgde, die in juli 1982 eindigde met een arrest dat burgemeester Wim Polak opdroeg om de Lucky Luyk te ontruimen.

## Noodverordening

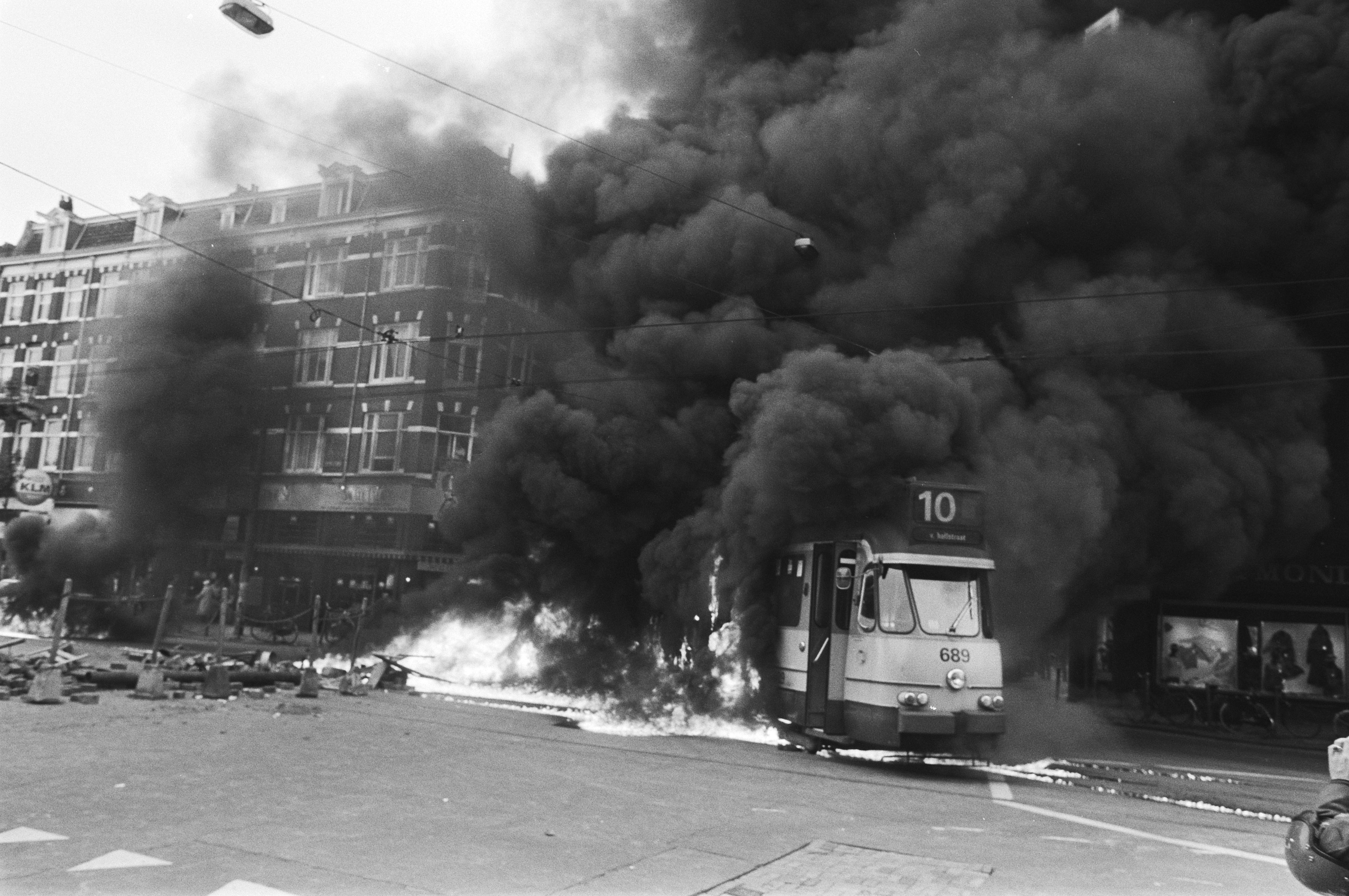
Brandende tram in de Van Baerlestraat

In september 1982 besloot de Gemeente Amsterdam het pand van Lüske aan te kopen voor algemene sociale huisvesting, waarvoor een koopsom van 350.000 gulden werd overeengekomen. De krakers eisten echter een bestemming voor jongerenhuisvesting. De gemeente op haar beurt eiste ontruiming, waarna op 11 oktober 1982 hevige rellen uitbraken. In Amsterdam werd voor het eerst sinds de Tweede Wereldoorlog een noodverordening afgekondigd. Het was in heel Amsterdam verboden zich 'zodanig te gedragen dat redelijkerwijs kan worden aangenomen dat zulks geschiedt om de openbare orde te verstoren of te bedreigen'. Het betekende een vrijbrief voor de politie en Koninklijke Marechaussee om zonder pardon iedereen aan te houden met een afwijkend uiterlijk die zich te dicht in de buurt van het ontruimde pand ophield. Politiecellen vulden zich vervolgens niet alleen met krakers en sympathisanten, maar ook met nieuwsgierige toeschouwers en toevallige voorbijgangers. De noodverordening bleef drie dagen van kracht. De paraatheid van een grote politiemacht benutte burgemeester Polak om in de buurt van de Luijk nog twee kraakpanden te ontruimen tijdens de noodverordening: Paula Pot aan de Paulus Potterstraat 26 en de Binnenspiegel aan de Nieuwe Spiegelstraat 30.

## Keerpunt
De confrontatie van politie met de kraakbeweging en hun sympathisanten in oktober 1982 wordt wel gezien als een keerpunt in de geschiedenis van de kraakbeweging. De beweging bleek heel veel krediet en steun in de samenleving te hebben verspeeld door het buitensporige geweld en de harde lijn die telkens werd gevolgd. In een evaluatierapport dat hoofdcommissaris van politie Jaap Valken in 1983 uitbracht aan burgemeester Polak over de ongeregeldheden van oktober 1982, stelde de Amsterdamse politie dat de reactie van de kraakbeweging op de ontruiming zelfs voor Amsterdamse begrippen ongekend hard was. Het geweld van de actievoerders werd betiteld als uitermate zwaar en grof. Volgens de politie werd er gegooid met stalen voorwerpen, stenen, rook- en verfbommen, benzinebommen en andere brandende voorwerpen. Ook personeel van brandweer en ambulances moest het ontgelden, aldus het rapport. Een tramstel van lijn 10 ging op het kruispunt Van Baerlestraat - Paulus Potterstraat in vlammen op. In het rapport werd beaamd dat het politieoptreden ook zeer hard was. Hiermee werd gereageerd op flinke kritiek op het politieoptreden in de media, waarbij zelfs onschuldige passanten rake klappen kregen van gespannen politieagenten.

## Andere strategie
Volgens het rapport werd bij de actie bewust gekozen voor het voorkomen van geweld en voor beheersing daarvan wanneer dat niet meer mogelijk zou zijn. Een klein aantal politiemannen voerde de ontruiming bij verrassing uit. Hierbij drongen de agenten de Lucky Luyk binnen via een aangrenzend pand. Het verschijnen van de mobiele eenheid in de stad werd zo lang mogelijk uitgesteld. Volgens de politie leverde de geheime actie meer rendement op dan eerdere grote ontruimingen met veel politiepersoneel. Deze werden meestal bekend zodra de ME-colonne door de stad trekt, aldus het rapport.

## Woningcorporatie
Na de aankoop van het pand door de gemeente Amsterdam in september 1982 en de ontruiming in oktober 1982, kwam het in beheer bij het Gemeentelijk Woningbedrijf Amsterdam, dat het verbouwde tot een woongebouw met vier driekamerappartementen die werden verhuurd als sociale huurwoningen. Het Gemeentelijk Woningbedrijf Amsterdam werd in 1994 geprivatiseerd in de Stichting Het Woningbedrijf Amsterdam. Tussen 2004 en 2014 fuseerde deze stichting met woningcorporaties in Amsterdam, Almere, Haarlem, Haarlemmermeer, Noord-Kennemerland en Weesp tot de huidige Stichting Ymere, waardoor een van de grootste woningcorporaties van Nederland ontstond. De woningen in de Lucky Luyk worden daardoor tegenwoordig verhuurd door deze woningcorporatie. Volgens het landelijke puntenstelsel dat de huurprijzen bepaalt voor sociale woningbouw, zijn dit vandaag de dag vrijesectorhuurwoningen, die na vertrek van de huidige bewoners niet meer opnieuw worden aangeboden aan mensen met lage inkomens.